# Gold-Akazie

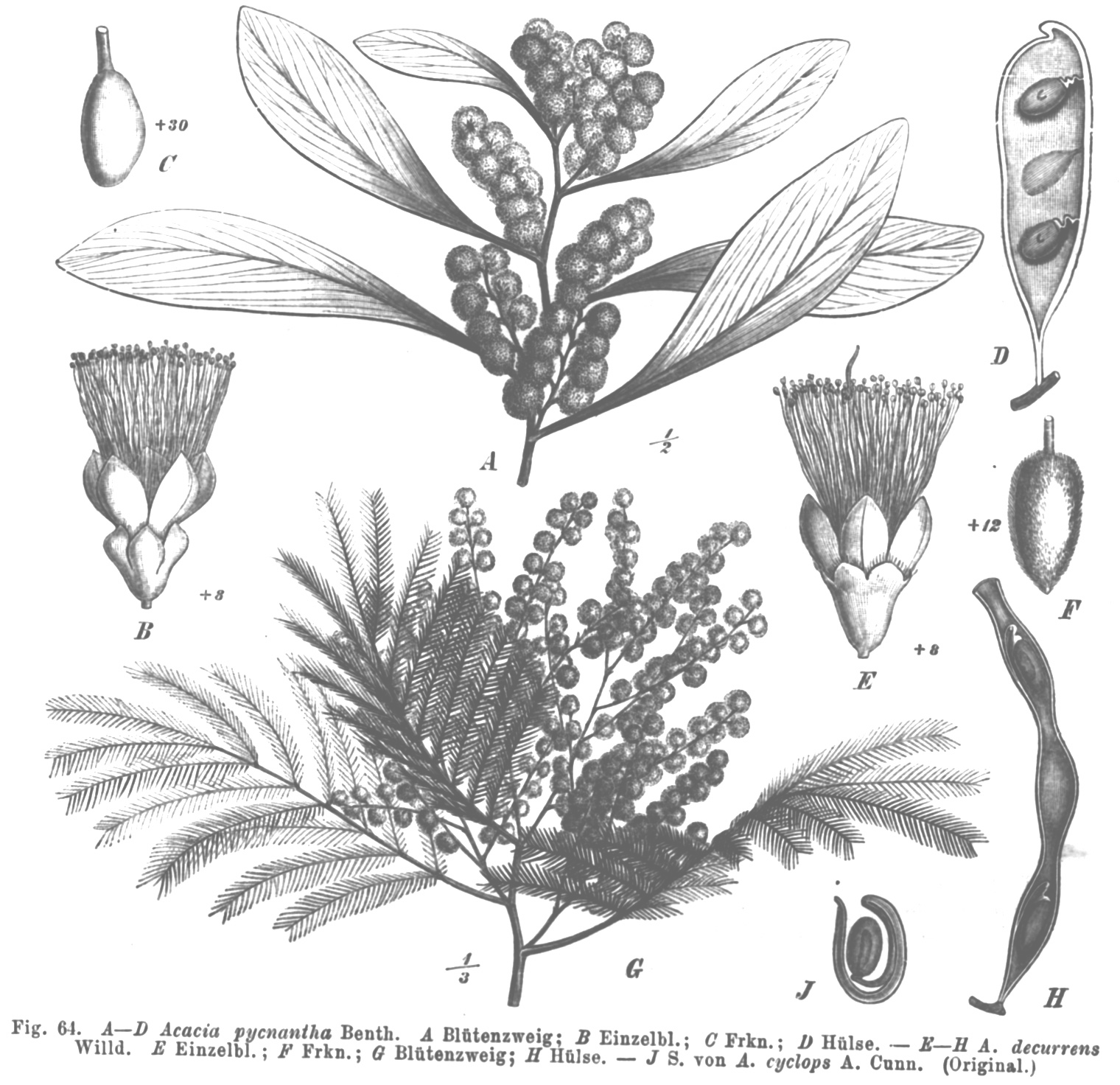
Illustration

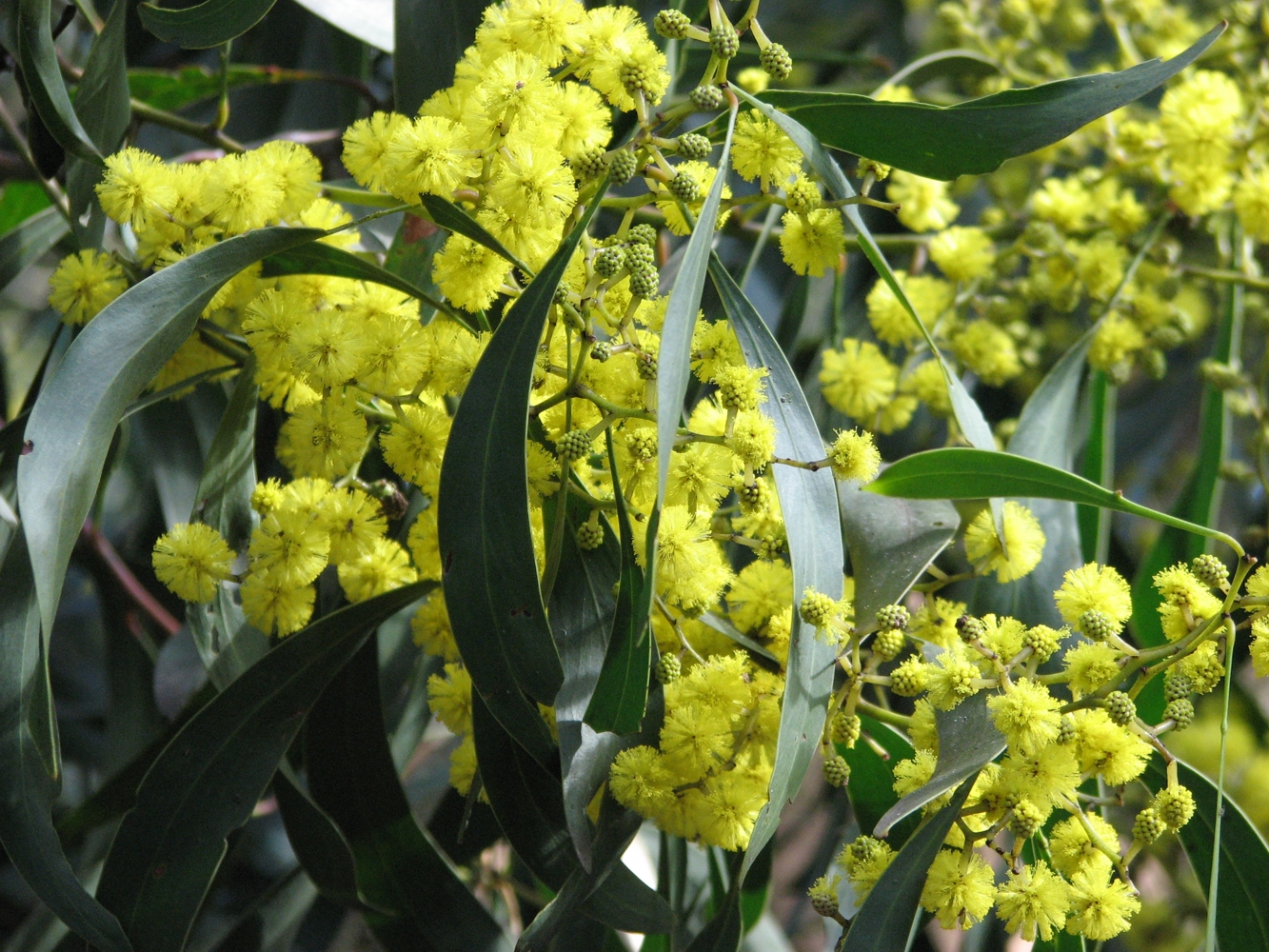
Blütenstände und Phyllodien

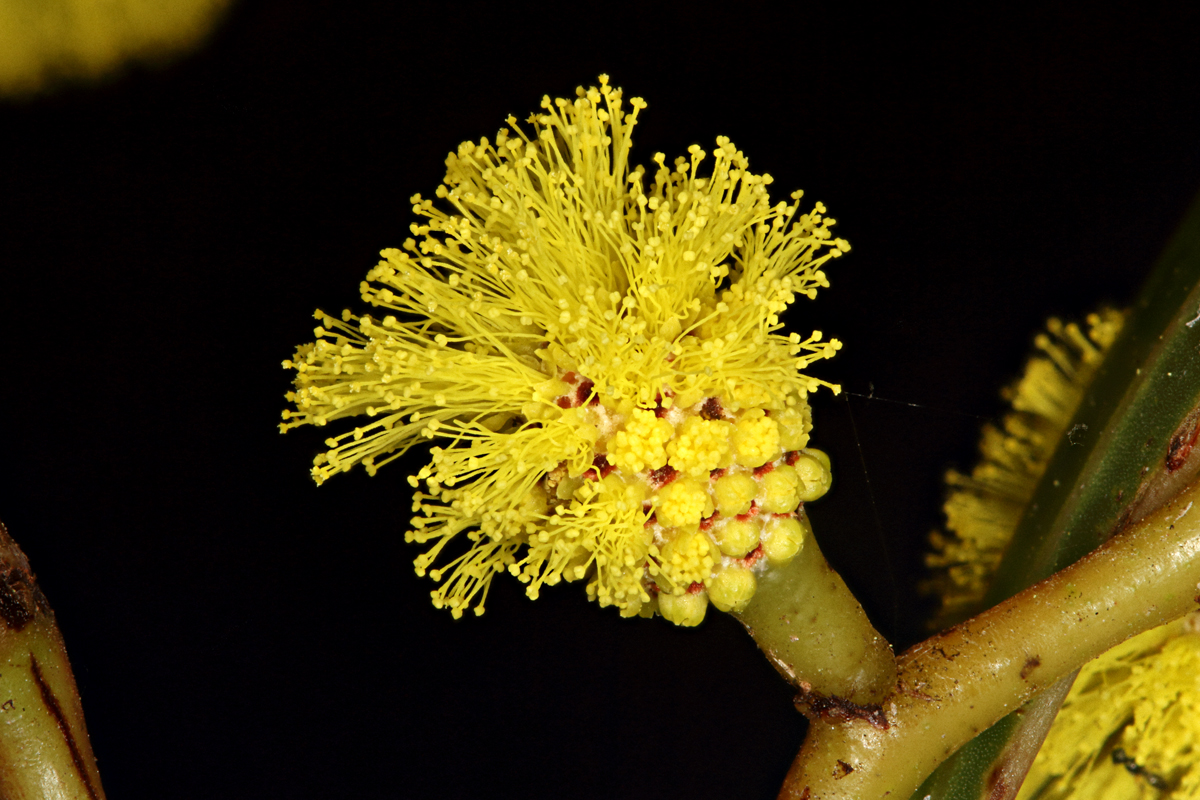
Blüten

Die Gold-Akazie (Acacia pycnantha) ist eine Pflanzenart in der Unterfamilie der Mimosengewächse (Mimosoideae) innerhalb der Familie der Hülsenfrüchtler (Fabaceae). Sie ist das Nationale Blumensymbol Australiens und im Wappen abgebildet.

## Vorkommen
Die Gold-Akazie hat ihre natürlichen Verbreitungsgebiete vom Süden der Eyre-Halbinsel in South Australia bis ins westliche Victoria und den südlichen Inlandsgebieten New South Wales, außerdem Tasmanien. Sie wächst meist in trockener Hartlaubvegetation und in Heiden auf sandigen und steinigen Böden in Gebieten mit Jahresniederschlägen zwischen 350 mm und 1000 mm.
Sie ist unter anderem in Südafrika und Kalifornien eine Invasive Pflanze.

## Beschreibung
Die Gold-Akazie wächst als immergrüner, ausladender, kleiner Baum oder Strauch und kann Wuchshöhen zwischen 3 und 8 Metern erreichen. Sie besitzt eine hauptsächlich glatte, geschmeidige, dunkelbraune bis gräuliche Borke. Die Aufgabe der Photosynthese übernehmen lange, schlank elliptische, verkehrt-lanzettliche, mehr oder weniger sichelförmige dunkelgrüne Phyllodien, die zwischen 8 und 20 Zentimeter lang und 0,5 bis 3,5 Zentimeter breit sein können. Der Mittelnerv ist erhaben.
Sie produziert im späten Winter und Frühjahr (Juli bis November) achsel- oder endständige, rispige Gesamtblütenstände, die eine Länge von etwa 2 bis 15 Zentimeter aufweisen, in denen jeweils 4 bis 25 flauschige, goldfarbene, kugelige Teilblütenstände, Köpfchen zusammenstehen. Die Köpfchen weisen einen Durchmesser von etwa 0,6 bis 1 Zentimeter auf und enthalten jeweils 40 bis 80 Blüten.
Die ungestielten, wohlriechenden Blüten sind radiärsymmetrisch und fünfzählig mit doppeltem Perianth. Die fünf 0,8 bis 1 Millimeter langen Kelchblätter sind verwachsen. Die fünf goldfarbenen, 1,2 bis 1,5 Millimeter langen Kronblätter sind alle untereinander frei. Die vielen Staubblätter sind untereinander frei und nicht mit dem Perianth verwachsen. Der Fruchtknoten ist oberständig mit langem Griffel.

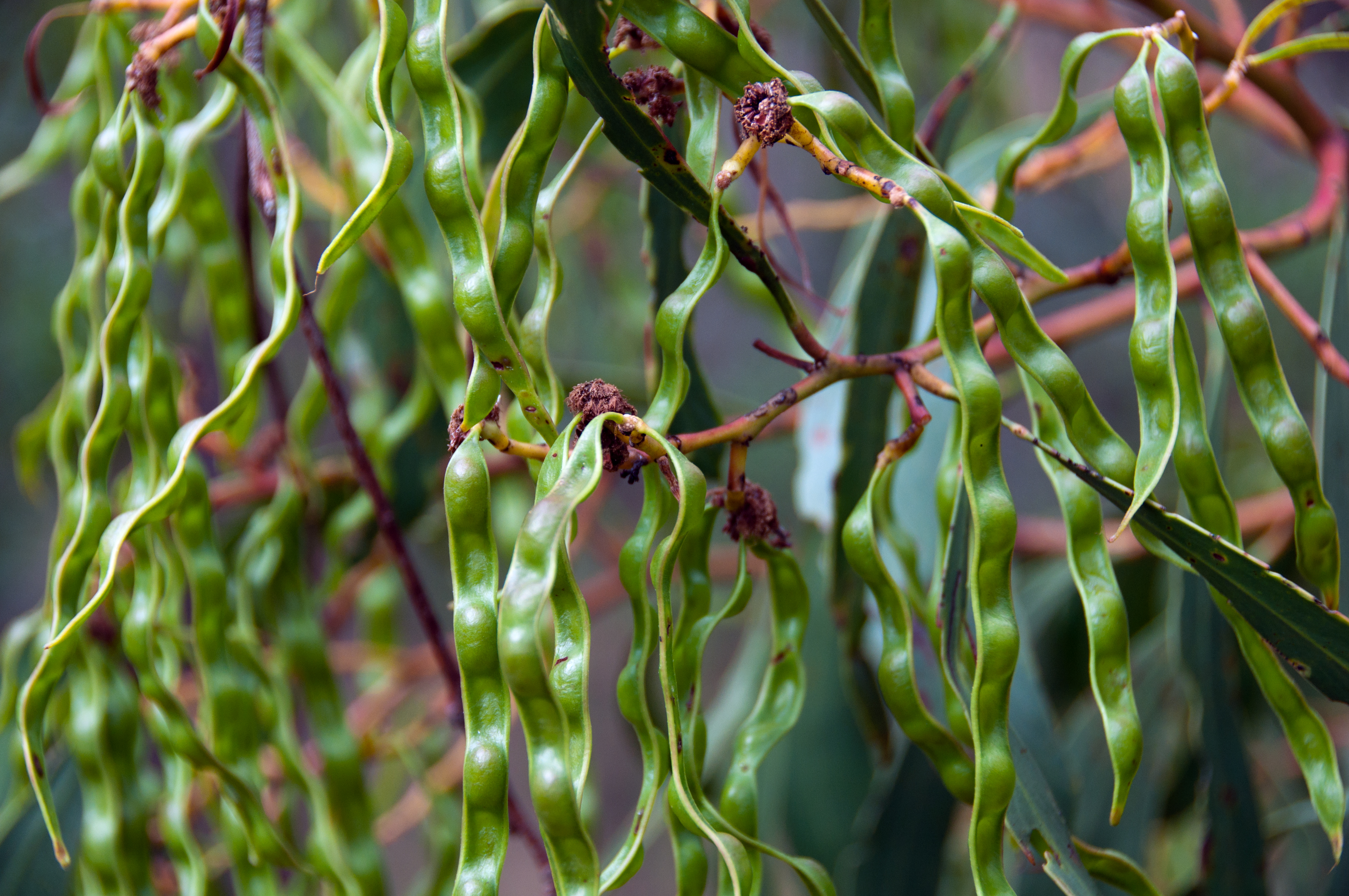
Junge Früchte

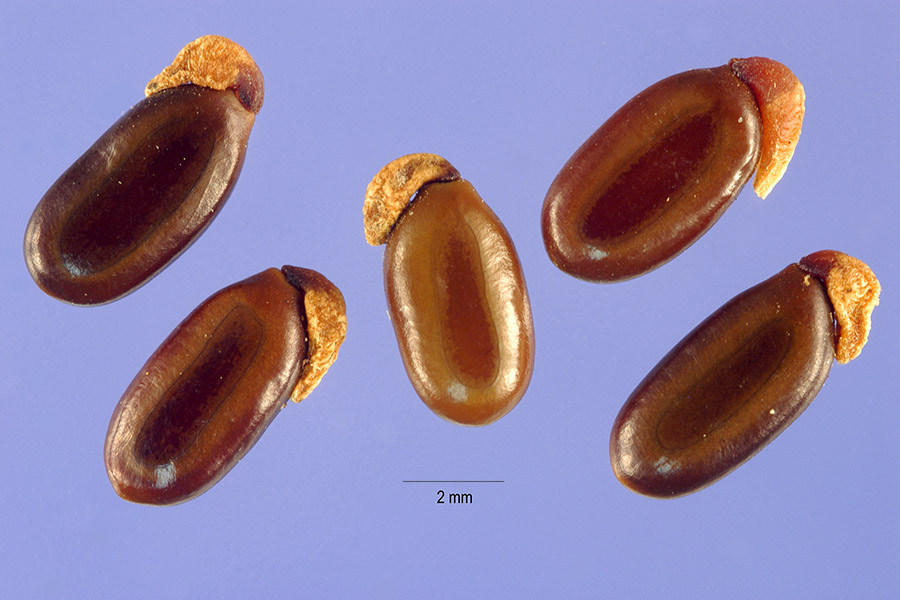
Samen

Die gerade oder gebogene, mehr oder weniger flache bis wellige, kahle Hülsenfrucht besitzt mehr oder weniger gerade Seiten, außer zwischen den Samen, über denen sie etwas erhaben bzw. eingeschnürt ist. Sie ist papierartig bis ledrig, weist eine Länge von 5 bis 14 Zentimeter und eine Breite von 5 bis 8 Millimeter auf. Die braunen, glänzenden und elliptischen bis länglichen Samen besitzen einen kleinen Arillus und sind bis 6 Millimeter lang.
Die Gold-Akazie ist besonders in der Form der Phyllodien und der Blütenfarbe sehr variabel.

## Nutzung
Die Gold-Akazie wird angepflanzt um Bodenerosion zu verringern. Aus ihrer Borke lassen sich Tannine gewinnen. Die Blüte kann zur Parfumherstellung benutzt werden, aber auch gegart gegessen werden.

## Systematik
Das Artepitheton pycnantha ist aus dem griechischen Wörtern pycnos für dick und kompakt und anthos für Blüte abgeleitet. Die Erstbeschreibung wurde 1842 von George Bentham im London Journal of Botany, 1, 351 veröffentlicht. Das Typusexemplar wurde 1836 im Inneren New South Wales von Thomas Livingstone Mitchell gesammelt, der zwei Expeditionen zum Darling River und Murray River leitete.
Synonyme für Acacia pycnantha
Benth. sind Acacia falcinella Meisn. nom. illeg., Acacia pycnantha var. petiolaris H.Vilm., Acacia westonii Maiden, Acacia westoni Maiden orth. var., Acacia petiolaris Lehm., Racosperma pycnanthum (Benth.) Pedley.
Naturhybriden zwischen Acacia pycnantha und Acacia williamsonii sind aus dem Bundesstaat Victoria in Australien bekannt. In Kultur entstanden Hybriden sind zwischen Acacia pycnantha, Acacia dealbata und Acacia podalyriifolia; in Europa erzeugt wurden Acacia × deneufvillei L.Winter ex A.Berger (Acacia podalyriifolia × Acacia pycnantha) als 'de Neufvillei', Acacia × hanburyana L.Winter ex A.Berger (Acacia podalyriifolia × Acacia dealbata), Acacia × siebertiana L.Winter ex A.Berger (Acacia podalyriifolia × Acacia pycnantha).

## Wappen Australiens

Wappen Australiens
Abzeichen des Generalgouverneurs

Die Gold-Akazie wird in Australien Golden Wattle genannt. Sie ist das nationale Blumensymbol (National Floral Emblem) des Staates und ist auf dessen Wappen abgebildet. Außerdem ist sie auf dem Abzeichen des Generalgouverneurs zu sehen.